# 1888 na arte

## Quadros
- A Casa Amarela de Vincent van Gogh
- Doze Girassóis de Vincent van Gogh

## Nascimentos
| Data          | Nome           | Profissão                          | Nacionalidade                              | Observações | Ref |
| ------------- | -------------- | ---------------------------------- | ------------------------------------------ | ----------- | --- |
| 6 de janeiro  | Emmerico Nunes | pintor, ilustrador e caricaturista | Reino Unido de Portugal, Brasil e Algarves | m. 1968     |     |
| 12 de outubro | Abel Manta     | pintor e professor                 | Reino Unido de Portugal, Brasil e Algarves | m. 1982     |     |

## Mortes
| Data | Nome | Profissão | Nacionalidade | Observações | Ref |
| ---- | ---- | --------- | ------------- | ----------- | --- |